# Franz Joseph Niemann
Franz Joseph Niemann (* 11. September 1879 in Brilon; † 31. März 1957 in Sankt Goarshausen) war ein deutscher Reformpädagoge.

## Leben
Franz Joseph Niemann wurde 1879 als jüngstes von vier Kindern eines Brauereibesitzers in Brilon / Westfalen geboren. Nach dem Besuch des dortigen Gymnasiums betrieb er das Philologie-Studium an den Universitäten von Marburg und Münster. 1905 war er für ein Jahr als Lehramtsassistent an der Universität von Montpellier / Südfrankreich beschäftigt.
Nach dreijähriger Tätigkeit als Oberlehrer am Königlichen Gymnasium in Essen wurde er 1910 mit 31 Jahren Stadtschulinspektor in Saarbrücken. 1912 wurde er Direktor der neuen Saarbrücker Mittelschule für Mädchen – der Cecilienschule. Später übernahm er noch die Saarbrücker Knabenmittelschule. Der Cecilienschule wurden in den folgenden Jahren mehrere Aufbauanstalten angegliedert, die alle unter Niemanns Leitung standen. Mit dem Kollegium der Mittelschulen erarbeitete er einen Lehrplan, der 1921 veröffentlicht wurde (Arbeitsplan und Arbeitsweise der Saarbrücker Mittelschulen) und weit über die Grenzen von Saarbrücken hinaus Beachtung fand.  Kernpunkt war das Lernen in Lebenskreisen und eine Verknüpfung der einzelnen Fächer.
1924 wurde Niemann Direktor der Auslandsabteilung im Berliner Zentralinstitut für Erziehung und Unterricht unter der Leitung von Ludwig Pallat. Er wurde vom Auswärtigen Amt 1925 zum Reichskommissar für den Aufbau der deutschen Abteilung bei der Internationalen Schulausstellung in Florenz ernannt. Die Deutsche Abteilung erhielt dabei die goldene Ehrenmedaille. Niemann war 1930 der Herausgeber von Sprachlehren mit Schallplatten zum Selbstunterricht in Französisch und Englisch.
1930 konnte der hessische Staatspräsident Bernhard Adelung Niemann dafür gewinnen, in Mainz auf der Zitadelle ein Institut für Völkerpädagogik mit Deutscher Pädagogischer Schau, Internationaler Pädagogischer Schau, einer Lehrmittelausstellung und einem Heim der Nationen aufzubauen. Ende 1933 wurde ihm aus politischen Gründen die Leitung des Instituts entzogen. Aus dem Institut für Völkerpädagogik wurde die Rhein-Mainische Stätte für Erziehung (Zitadelle Mainz).
Während des Zweiten Weltkrieges erprobte er seine Methode Logophon beim Deutschunterricht in verschiedenen Kriegsgefangenenlagern. Schwerpunkt der Methode Logophon war das Erlernen der Umgangssprache des Nachbarvolkes. Hierbei orientierte sich Niemann am Spracherwerb der Muttersprache durch Vorgabe von gebrauchsfertigen Sätzen, die im Chor gesprochen und in geringen Variationen häufig wiederholt wurden. Niemann widmete sich bis zu seinem Tod 1957 der Weiterentwicklung seiner  Fremdsprachenmethode.

## Schriften (Auswahl)
- Die Errichtung einer Knaben-Mittelschule in der Stadt Saarbrücken. Verlag Bock und Seip, Saarbrücken 1916
- Arbeitsplan und Arbeitsweise der Saarbrücker Mittelschulen, Gebr. Hofer Saarbrücken 1921, zusammen mit Gotthard Lichey
- Französisch für Deutsche – Sprachlehre mit Schallplatten – Polydor-Didakt, Verlag der Organon GmbH Berlin 1930, zusammen mit Claude Grander
- Das Heim der Nationen in Mainz – Gedanken und Ausblicke Sylvester 1930, Mainzer Verlagsanstalt
- Führer durch das Lehrmittelhaus Deutschlands, Mainz Institut für Völkerpädagogik 1931
- Wir sprechen Deutsch – So lernt der Ausländer das Deutschsprechen, Verlag de Gruyter Berlin 1941
- Deutsche Lieder in der Methode Logophon, Verlag de Gruyter Berlin 1941
- Deutsche Satzbautafeln – Methode Logophon, Verlag de Gruyter Berlin 1941
- Deutsches Sprechbuch – Wir fahren, wir fahren, Verlag de Gruyter Berlin 1941